# Маккиллип, Карли
Карли Маккиллип (англ. Carly McKillip; род. 13 февраля 1989, Ванкувер, Британская Колумбия) — канадская актриса и певица. Старшая сестра актрисы и певицы Бритт Маккиллип.

## Биография
Карли Маккиллип родилась 13 февраля 1989 года в Ванкувере, Британская Колумбия, Канада. Отец — продюсер Том Маккиллип, мать — поэт-песенник Линда Маккиллип, младшая сестра — также актриса и певица Бритт Маккиллип. В 2008 году сёстры образовали кантри-группу One More Girl.
В сентябре 2011 года Карли переехала из Ванкувера в Лос-Анджелес (Venice), Калифорния, США.

## Избранная фильмография
- 1995 — Маршал / англ. The Marshal — Молли Макбрайд (в пятнадцати эпизодах)
- 1996 — Секретные материалы / The X-Files — Кэтлин Росс (в эпизоде англ. Paper Hearts)
- 1996 — Надежда есть / англ. For Hope — Лора Альтман
- 1998 — Боязнь высоты / Don’t Look Down — Карла в детстве
- 2001 — Как насчёт Мими? / англ. What about Mimi? — Синсерити Треверс
- 2001 — Стерва / Saving Silverman — девушка
- 2002 — Сабрина — юная ведьмочка / англ. Sabrina: Friends Forever — Портия (озвучивание)
- 2004 — Джек / Jack — Дженни
- 2005 — Школа жизни / англ. School of Life — Девон
- 2006 — Думаю, это Элис / Alice, I Think — Элис Маклеод (в тринадцати эпизодах)
- 2007 — Лихач / Hot Rod — старшеклассница
- 2007 — Биобаба / Bionic Woman — Вивиан (в одном эпизоде)
- 2007 — Барби в роли Принцессы острова / англ. Barbie as the Island Princess — Джина (озвучивание)
- 2010 — Смелые игры / Triple Dog — Нина

### Видеоигры
- 2006 — Tsuyokiss — Отомэ Куроганэ
- 2008 — Bratz Girlz Really Rock / Bratz Girlz Really Rock — Анна